# جاناکی امل
جاناکی امل (انگلیسی: Janaki Ammal؛ ۴ نوامبر ۱۸۹۷ – ) یک دانشمند در زمینه گیاه‌شناسی و زیست‌شناسی یاخته‌ای اهل هند بود.